# Nelophia compsa
Nelophia compsa är en stekelart som beskrevs av Porter 1967. Nelophia compsa ingår i släktet Nelophia och familjen brokparasitsteklar. Inga underarter finns listade i Catalogue of Life.